# Морской транспорт Кубы
Морской транспорт Кубы — один из видов транспорта в Республике Куба.

## История
Морской транспорт существовал на острове с момента основания здесь первой колонии Испании (в дальнейшем ставшей городом Гавана).
Многочисленные глубокие заливы с прекрасными бухтами (Кабаньяс, Мариель, Гавана, Матансас, Нуэвитас, Нипе — на северном побережье острова, а также Сьенфуэгос, Сантьяго-де-Куба и Гуантанамо — на южном побережье) способствовали развитию рыболовства и мореплавания.
24 февраля 1895 года в провинции Орьенте вспыхнуло вооружённое восстание, ставшее началом войны за независимость, определённую роль в котором имел морской транспорт (Испания использовала корабли военного и торгового флота для снабжения своих войск на острове, повстанцы контрабандой доставляли остров грузы военного назначения). К концу 1897 была освобождена большая часть территории Кубы, испанские войска оставались лишь в портовых городах.

### 1898—1958
В 1898 году, после окончания войны за независимость Куба перешла под контроль США (американская оккупация острова продолжалась до 1902 года, а в 1903 году была принята «поправка Платта», разрешавшая США вводить на Кубу войска без санкции со стороны правительства). Таким образом, Куба была фактически превращена в полуколонию США.
8 декабря 1941 года, вслед за США, Куба объявила войну Японии, а 11 декабря 1941 года объявила войну Германии и Италии. Непосредственного участия во Второй мировой войне кубинские вооружённые силы не принимали, но страна участвовала в поставках военно-стратегического сырья в США и предоставила в распоряжение войск США военно-морские и военно-воздушные базы. Кроме того, для перевозки грузов США было предоставлено судно кубинского торгового флота "Libertad" водоизмещением 5441 тонн (4 декабря 1943 года пропавшее в западной части Атлантического океана — предположительно, потопленное).
В 1958 году торговый флот страны состоял из 14 кораблей общим водоизмещением 5 тыс. тонн.

### 1959—1990
После победы Кубинской революции в январе 1959 года США прекратили сотрудничество с новым кубинским правительством и стремились воспрепятствовать получению Кубой помощи из других источников. Власти США ввели санкции против Кубы. 10 октября 1960 года правительство США установило полное эмбарго на поставки Кубе любых товаров (за исключением продуктов питания и медикаментов). В этих условиях в 1960 году началось сближение Кубы с СССР и другими социалистическими государствами. 
В результате, несмотря на антикубинские санкции, торговый и рыболовный флот увеличился, значительное развитие получило рыболовство — от импорта рыбы Куба перешла к экспорту морепродуктов (только за период с 1958 по 1986 год улов рыбы увеличился с 21,9 тыс. тонн до 244,6 тыс. тонн).
До 1959 года машиностроение на Кубе практически отсутствовало, однако к началу 1970х годов здесь была создана судостроительная и судоремонтная промышленность (её основными центрами были предприятия в Карденасе, Гаване и Мансанильо, на которых строили главным образом рыболовные суда).
7 января 1964 года британская автостроительная компания «Leyland Motor Corporation» подписала контракт на продажу на Кубу автобусов и запчастей к ним. Продажа автобусов производилась с разрешения правительства Великобритании, но вызвала резкое недовольство властей США (начавших рассмотрения возможности бойкота товаров из стран, которые станут торговать с Кубой). Объявление о возможности введения правительством США санкций за участие в международной торговле с Кубой вызвало резкое недовольство в странах мира (в том числе, в Великобритании и Франции). 15 февраля 1964 года государственный департамент США официально признал, что правительство США не может запретить другим странам мира торговать с Кубой и доставлять свои товары на Кубу на кораблях своего торгового флота.
В 1967 году на судостроительной верфи в городе Карденас был сделан первый корабль со стальным корпусом кубинского производства - "Эль Кокаль". 
Успешное развитие страны способствовало укреплению её международных позиций, многие страны начали восстанавливать дипломатические отношения с Кубой, разорванные в начале 1960-х гг. по требованию США. Уже к середине 1973 года Куба поддерживала дипломатические отношения с 70 государствами мира.
В октябре 1970 года на Кубу прибыл первый построенный в СССР танкер, зачисленный в состав торгового флота. После этого, в конце 1970 года морской торговый флот Кубы включал 51 судно грузоподъёмностью 431 тыс. тонн дедвейт.
В 1975 году торговый флот страны состоял из 51 судна общим водоизмещением 550 тыс. тонн.
29 июля 1975 года на 16-м консультативном заседании Организация американских государств отменила свои санкции против Кубы (введённые в июле 1964 года под давлением США). После этого, в 1975 году была создана Карибская многонациональная судоходная компания, начавшая функционировать в 1976 году. География деятельности кубинского торгового флота расширилась.
В апреле 1979 года Куба установила дипломатические отношения с Гренадой, правительство Гренады отказалось от участия в экономической блокаде Кубы, но после военного вторжения США на Гренаду 25—27 октября 1983 года сотрудничество между странами было разорвано.
После победы в июле 1979 года Сандинистской революции в Никарагуа, новое правительство страны также отказалось от участия в экономической блокаде Кубы. Фолклендский кризис 1982 года и экономические санкции, установленные США против Никарагуа ознаменовали перелом в отношениях с Кубой со стороны стран Латинской Америки.
В 1985 году торговый флот страны состоял из более 100 судов общим водоизмещением 1,1 млн. тонн.
В 1988—1989 годы торговый флот страны состоял из 117 судов общим водоизмещением 1,3 млн. тонн.

### После 1991
Распад СССР и последовавшее разрушение торгово-экономических и технических связей привело к ухудшению состояния экономики Кубы в период после 1991 года. Правительством Кубы был принят пакет антикризисных реформ, введён режим экономии.
В результате, количество кораблей и тоннаж кубинского морского торгового и рыболовного флота сократились.
2 марта 1996 года конгресс США принял закон Хелмса-Бёртона, предусматривающий дополнительные санкции против иностранных компаний, торгующих с Кубой. Судам, перевозящим продукцию из Кубы или на Кубу, было запрещено заходить в порты США.
В начале 2020 года власти США ввели санкции против владельца корабля, согласившегося доставить на Кубу груз нефти — в результате, правительство Кубы было вынуждено купить нефть вместе с судном.
17 июля 2025 года 13 стран мира (в том числе, Куба) на конференции в Боготе приняли решение запретить перевозки грузов военного назначения для Израиля на кораблях своего морского торгового флота.

## Современное состояние
Основными портами страны исторически являются Гавана и Сьенфуэгос.